# James Glenie
James Glenie   (Leslie, Fife, 18 d'octubre de 1750 - Chelsea, 23 de novembre de 1817) fou un matemàtic i militar escocès.

## Vida
Era fill d'un oficial de l'exèrcit. Va estudiar a la universitat de St. Andrews entre 1766 i 1770, obtenint diversos premis de matemàtiques i de filosofia natural. Es va graduar el 1770 però va continuar estudis al St. Mary's College de la mateixa universitat i va arribar a ser assistent de Nicolas Vilant. Probablement va conèixer Nevil Maskelyne el 1774 quan aquest va anar a Escòcia per fer l'Experiment de Schiehallion.
El 1775 abraça la carrera militar i, després d'estudiar a l'acadèmia militar d'artilleria sota el professor de matemàtiques Charles Hutton, a finals del 1776 és enviat al Canadà, poc després del començament de la guerra d'independència. El 1779 va ser transferit al cos d'enginyers militars on va adquirir fama d'enginyer experimentat construint ponts, carreteres i aquarteraments.
El 1779 va ser escollit fellow de la Royal Society (tot i que no va prendre possessió fins dos anys més tard en un viatge a Londres) i el 1780 es va casar amb Mary Anne Locke, amb qui va tenir tres fills.
El 1784 va participar en l'agre debat que va haver-hi a la Royal Society per la destitució de Charles Hutton com a secretari d'estranger. També va participar en el debat sobre la fortificació del sud de Gran Bretanya, demostrant l'absurditat d'aquesta pretensió per protegir-se d'una hipotètica invasió francesa.
El 1785 va ser enviat novament a Nova Brunswick amb el grau de tinent primer, però el 1787 es va retirar. Els anys següents es va dedicar a la política essent membre del congrés de Nova Brunswick en diverses legislatures. El 1805 va retornar a Anglaterra, on va ser nomenat instructor d'artilleria al East India Company College. El 1810, a conseqüència de les seves crítiques polítiques, va ser destituït del càrrec. Poc es coneix de la seva vida a partir d'aquest moment.

## Obra
Glenie va escriure llibres d'artilleria, sobre el teorema del binomi i sobre el que ell anomenava antecedental calculus. L'objectiu d'aquest càlcul era construir un mètode geomètric independent de tota noció de moviment o velocitat.
Amb la seva teoria de la proporció, sobre la qual va escriure un primer article el 1776 i un tractat el 1789 (The Doctrine of Universal Comparison or General Proportion), pretén alliberar la investigació geomètrica de la doctrina de les fluxions, increments i mesura de ratios.